# Štadión SNP
Štadión SNP (též Štiavničky) je fotbalový stadion FK Dukla Banská Bystrica stojící ve slovenském městě Banská Bystrica. Fotbalový stadion leží na okraji sídliště Fončorda poblíž plážového koupaliště, bazénu a sportovní haly. Stadion má jen jednu příjezdovou cestu od Huštáku směrem na Úsvit na odbočce k čerpací stanici.